# Rumex weberi
Rumex weberi är en slideväxtart som beskrevs av Fischer-benz.. Rumex weberi ingår i släktet skräppor, och familjen slideväxter. Inga underarter finns listade i Catalogue of Life.